# Pioneer épület (Oregon)
A Pioneer épület az Oregon állambeli McMinnville-ben található Linfield Egyetem legrégebbi épülete, amely kezdetben az intézmény székhelye volt, ma pedig oktatási épületként és kollégiumként szolgál. 1978. február 23-án bekerült a történelmi helyek jegyzékébe.
A hasáb alakú harangtorony tetején kupola található. A W. S. White által tervezett épület olasz stílusban épült. A háromszintes téglalétesítmény alatt kőpince található.

## Története
1878-ben a McMinnville-i Főiskola új épület megnyitását tervezte. W. S. White oktató ekkor bemutatta terveit, de az építkezéssel 1882-ig vártak. A Cozine család 81 ezer négyzetméteres telkén felépült létesítményt 1882. június 13-án adták át. 1907 novemberében John Charles Olmsted építész látogatást tett a campuson; szerinte az épület ronda, az egyetem egyetlen másik létesítménye, a fából épült tornaterem pedig igénytelen volt. 1922-ben az egyetem felvette a Linfield Főiskola nevet, 1929-ben pedig a téglaépületet az elődök előtt tisztelegve Pioneernak nevezték el.
Az épületet 1846-ban átépítették, 1978. február 23-án pedig bekerült a történelmi helyek jegyzékébe. Miután a KLIN (később KSLC) rádió székhelye leégett, berendezéseit 2007-ig a Pioneerből működtették. 2008. január 8-án az épület előtti körülbelül 250 éves tölgyfa kidőlt.
Az alsó szinteken a pszichológiai, történelmi és politikatudományi tanszékek működnek, a felső kettőn pedig lánykollégium található.

## Fordítás
- Ez a szócikk részben vagy egészben  a   Pioneer Hall (Oregon) című angol Wikipédia-szócikk ezen változatának fordításán alapul.  Az eredeti cikk szerkesztőit annak laptörténete sorolja fel. Ez a jelzés csupán a megfogalmazás eredetét és a szerzői jogokat jelzi, nem szolgál a cikkben szereplő információk forrásmegjelöléseként.